# Полтавська обласна психіатрична клінічна лікарня імені Олександра Мальцева
Полтавська обласна психіатрична клінічна лікарня імені Олександра Філікісімовича Мальцева — психіатричний заклад у Полтаві.
Лікарню було засновано у 1803 році. Догляд за хворими здебільшого зводився до фізичного обмеження. Тільки у 1829 році за ініціативою медика-хірурга О. Я. Матвєєва замість ланцюгів і шкіряних нарукавників почали застосовувати сорочки з довгими рукавами для фіксації «збуджених хворих». У 1870 році постійною медичною комісією при Полтавській губернській земській управі розроблений проект спорудження нової психіатричної лікарні. Проте через брак коштів його не здійснили. Земство приступило до спорудження трьох двоповерхових корпусів на 50 ліжок кожний тільки у 1882 році (проект архітектора Івана Штрома). Закінчили будівництво в 1886 році. Через два роки вступив до ладу окремий корпус трудових майстерень. Головним лікарем був призначений асистент професора Володимира Бехтерєва, Олександр Мальцев (1855—1926), який перебував на цій посаді 40 років (з 1886 року). У 1921 році був здійснений перевід психічно хворих з міської психіатричної лікарні до колонії для психічно хворих. На її території лікарня знаходиться й тепер. У 1932 році при психіатричній лікарні було відкрито перше і тоді єдине в Україні відділення для лікування хворих алкоголізмом. На базі лікарні велася наукова робота (С. О. Бесалько, Г. О. Гольдблант, О. І. Крапивкин, Ф. Д. Пащенко та інші). Звідси вийшли багато науковців та організаторів охорони здоров'я. Серед них Валентин Гаккебуш (один з організаторів психоневрологічного інституту в Києві, 1927 рік), П. І. Коваленко, О. І. Піснячевський, І. Д. Хороша та інші. При лікарні діяв технікум, який готував середній медичний персонал психіатричного профілю. Під час німецько-фашистської окупації (1941—1943) більшість корпусів лікарні було зруйновано або спалено. Відновила діяльність лікарня у вересні 1943 році, а її відбудова тривала до 1962 року. Протягом 1981—1984 років споруджено новий комплекс лікарні. Тепер у її складі понад З0 лікувально-поліклінічних відділень і служб. У 1987 році лікарні присвоєно ім'я Олександра Мальцева.